# Kenai Lake
Pour les articles homonymes, voir Kenai.
Kenai Lake est un lac d'Alaska aux États-Unis, situé dans la Péninsule Kenai. Il est en forme de L. La rivière Kenai en est issue. Il est à la fois accessible par la Sterling Highway et par la Seward Highway et est un lieu de pêche et de loisirs. Les villes les plus proches sont Cooper Landing et Primrose.

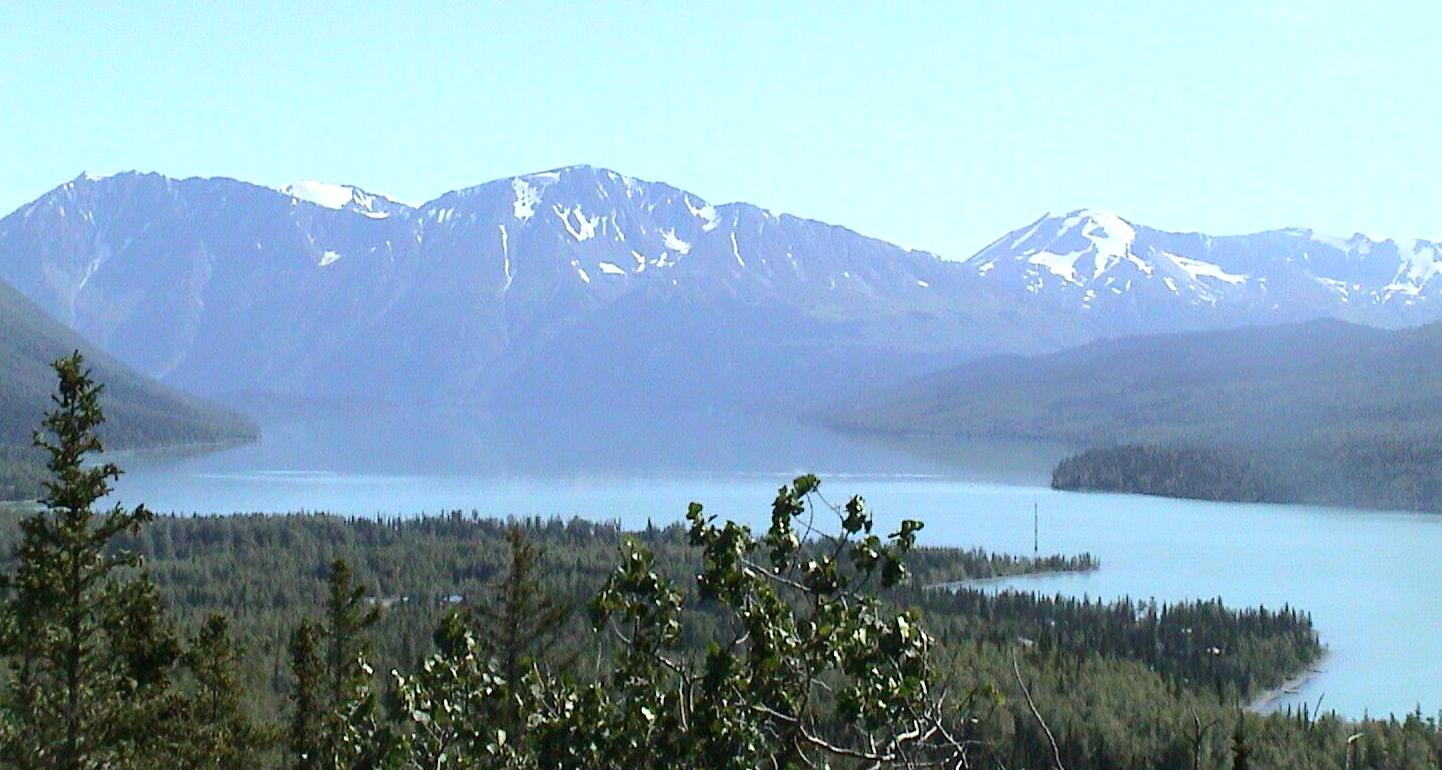
La partie nord de Kenai Lake.